# Dena Dietrich
Dena Dietrich, született Deanne Frances Dietrich (Pittsburgh, Pennsylvania, 1928. december 4. – Los Angeles, Kalifornia, 2020. november 21.) amerikai színésznő.

## Fontosabb filmjei
Mozifilmek
- The Crazy World of Julius Vrooder (1974)
- The Wild Party (1975)
- The North Avenue Irregulars (1979)
- On the Air Live with Captain Midnight (1979)
- Horizons (1980)
- Világtörténelem – 1. kötet (History of the World: Part I) (1981)
- Kétbalkezes bankrablók (Disorganized Crime) (1989)
- The Sky Is Falling (1999)
- Sister's Keeper (2007)

Tv-filmek
- The Strange and Deadly Occurrence (1974)
- Getting Married (1978)
- But Mother! (1979)
- Baby Comes Home (1980)
- Scamps (1982)
- Válaszút előtt (Fielder's Choice) (2005)

Tv-sorozatok
- Adam's Rib (1973, 13 epizódban)
- Karen (1975, 12 epizódban)
- The Practice (1976–1977, 27 epizódban)
- Szerelemhajó (The Love Boat)  (1978, egy epizódban)
- All My Children (1984–1994, öt epizódban)
- Santa Barbara (1985–1986, tíz epizódban)
- Philly (2001–2002, 12 epizódban)